# Brève à ailes bleues
Pitta moluccensis
Espèce
Statut de conservation UICN

 LC  : Préoccupation mineure
La Brève à ailes bleues (Pitta moluccensis) est une espèce de passereau appartenant à la famille des Pittidae.

## Description
Cet oiseau à corps arrondi et au bec court mesure jusqu'à 20 cm de long.
Il mange des insectes dans la litière des forêts.

## Répartition
La brève à ailes bleues se trouve en Inde, en Asie du Sud-Est et en Chine

## Habitat
Cet oiseau vit dans les forêts tropicales denses pendant la nidification mais il passe l'hiver dans les broussailles des côtes maritimes. 